# Indywidualne Mistrzostwa Szwecji na Żużlu 1960
Indywidualne Mistrzostwa Szwecji na Żużlu 1960 – cykl turniejów żużlowych, mających wyłonić najlepszych żużlowców szwedzkich. Tytuł wywalczył Ove Fundin (Kaparna Göteborg). 

## Finał
- Sztokholm, 30 września 1960

| Msc. | Zawodnik          | Klub                 | Pkt |  |  |
| ---- | ----------------- | -------------------- | --- |  |  |
| 1    | Ove Fundin        | Kaparna Göteborg     | 15  |  |  |
| 2    | Björn Knutsson    | Vargarna Norrköping  | 14  |  |  |
| 3    | Curt Nyqvist      | Monarkerna Sztokholm | 13  |  |  |
| 4    | Olle Nygren       | Vargarna Norrköping  | 12  |  |  |
| 5    | Rune Sörmander    | Dackarna Målilla     | 10  |  |  |
| 6    | Per Tage Svensson | Vargarna Norrköping  | 9   |  |  |
| 7    | Hans Hallberg     | Getingarna Sztokholm | 8   |  |  |
| 8    | Joel Jansson      | Vargarna Norrköping  | 7   |  |  |
| 9    | Göran Carlsson    | Kaparna Göteborg     | 7   |  |  |
| 10   | Åke Andersson     | Dackarna Målilla     | 7   |  |  |
| 11   | Olle Segerström   | Kaparna Göteborg     | 5   |  |  |
| 12   | Thorvald Karlsson | Dackarna Målilla     | 4   |  |  |
| 13   | Göte Nordin       | Getingarna Sztokholm | 3   |  |  |
| 14   | Curt Eldh         | Vargarna Norrköping  | 3   |  |  |
| 15   | Bernt Nilsson     | Monarkerna Sztokholm | 1   |  |  |
| 16   | Agnar Stenlund    | Getingarna Sztokholm | 0   |  |  |
|      | rez. Leif Larsson | Monarkerna Sztokholm | 0   |  |  |